# Садко (слика)
Садко позната и као Садко у подводном краљевству (рус. Садко в Подводном царстве) јесте уље на платну руског сликара Иље Рјепина. Слика је заснована на руској епској пјесми о трговцу и музичару Садку који на свом путовању мора да одабере једну ћерку морског краља за женидбу. Дјело је настало током боравка Иље Репина у Француској.
Слику је купио пријестолонаслиједник Александар Александрович, будући император Александар III Александрович. Данас је дио колекције Државног руског музеја.

## Предисторијат
Након успјеха у Русији, Рјепин је одлучио да отпутује у Западну Европу; не због личних афинитета, већ зато што је сматрао да је Европи потребна „свјежа снага из провинција“. У Париз је стигао октобра 1873. године, када је имао 29 година.
Рјепин је био у Француској када је сликао Садка 1876. године. Тема из руског народног насљеђа су му се допала као начин да изрази своје искуство мигранта.
Дјело одражава Рјепинове утиске из умјетничког и друштвеног живота Монмартра у Паризу.
Аутор је описао концепт у писму ликовном критичару Владимиру Стасову: „Наивни и неискусни Садко је очаран, али држи обећање светом чојвеку да ће изабрати дјевојку која је посљедња, руску сељанку. Видите да идеја није најоригиналнија, али одражава моје тренутно стање духа, а можда чак и стање цијеле руске умјетности, каква јесте.“
Рад на слици је ишао споро. Рјепин је почео да губи интересовање за тему, све док Алексеј Богољубов није убједио пријестолонаслиједника Александра Александровича да поручи слику, што је приморало Рјепина да заврши започети рад.

## Тема и композиција
Тема Садка потиче из биљине, усмјене епске пјесме забиљежене у сјеверозападној Русији. Трговац и музичар Садко је доведен у царство подводног краља да одржи представу. Након што је подводни краљ заплесао уз његову музику, што је изазвало разорну олују, од Садка се тражи да одабере једну од краљевих кћери коју ће узети за своју жену. По савету једног свеца, Садко одбија три пута по три стотине кћери пре него што прихвати последњу, Чернавушку.
Рјепин је насликао Садка са десне стране, са погледом на поворку полуљудских, полумитских жена које пролазе. Одбијене сирене приказане на предњој страни изгледају разочарано.
Чернавушка се појављује иза свих осталих и баца поглед према њему. Композиција слике је направљена из доњег ракурса.
Слика је насликана техником уља на платну и има димензије 322,5 цм × 230 цм.

## Рецепција
По Рјепиновом повратку у Русију, Садка је изложила Империјална академија умјетности уз двије друге Рјепинове слике из париског периода.
Слика је збунила и поларизовала политички настројене руске критичаре. Конзервативне и словенофилске публикације као што је Руски мир дале су му предност у односу на другу изложену слику космополитског карактера Кафе у Паризу, али су критиковале оно што је описано као прекомерна занатска вештина на рачун наративних детаља из изворног материјала. У либералном листу Голос, Садко је назван трагичном грешком. Један критичар је рекао да поетске и фантастичне теме не одговарају Рјепину и јадиковао због правца у сликарству којим је сликар кренуо након ранијих успјешних слика.
Садко је Рјепину 1876. године обезбједио чланство у Царској академији умјетности.
До 1897. године слика је била изложена у Александровској палати. Потом постаје дио збирке Руског државног музеја.